# Le Plaisir (et ses petits tracas)
Pour plus de détails, voir Fiche technique et Distribution.
Le Plaisir (et ses petits tracas) est le deuxième film français de Nicolas Boukhrief, réalisé en 1998.

## Synopsis
Grièvement blessé lors d'une mission, Raphaël, jeune casque bleu, se retrouve cloué sur un lit d'hôpital, où il reçoit les doux soins d'une charmante infirmière, Vera, dont il s'éprend aussitôt. Émue par la détresse du soldat, celle-ci se donne à lui la veille de son départ en permission pour Saint-Étienne. Une fois là-bas, la belle rejoint son fiancé, Roland, un comique raté, qui la soupçonne bientôt d'infidélité. Les jours passent, Vera est de nouveau sur le front, et Roland végète dans un cabaret miteux à Paris. Un soir, ce dernier empêche de justesse une femme, Hélène, de se précipiter sous un métro. Ils prolongent la soirée dans le cabaret désert. Hélène retrouve en Italie son mari Carlo. 
Les sentiments les unissent encore mais ils n'ont plus de relations sexuelles. Carlo cherche à mettre Rocco, un jeune sourd-muet dans les bras de sa femme, mais éprouve des réactions contradictoires à cette perspective. De retour à Paris, et assumant son homosexualité, Carlo rencontre un prostitué, Marcel, auquel il s'attache mais il succombe dans une boîte gay. Marcel rentre chez sa sœur Lise, actrice porno, et profite de son sommeil pour lui voler son argent liquide mais il est renversé par une moto au sortir de chez elle. 
Lise place son frère devenu végétatif dans une clinique où elle rencontre Michaël, garçon instable et tueur de dames.

## Fiche technique
- Titre : Le Plaisir (et ses petits tracas)
- Réalisation : Nicolas Boukhrief
- Scénario : Nicolas Boukhrief et Dan Sasson
- Photographie : Jean-Max Bernard
- Musique : Nicolas Baby
- Année de production : 1998
- Pays :  France
- Durée : 100 minutes
- Genre : Drame
- Date de sortie  : 
  - France - 5 août 1998

## Distribution
- Mathieu Kassovitz : Roland
- Vincent Cassel : Michael
- Julie Gayet : Véra
- Foued Nassah : Marcel
- Florence Thomassin : Lise
- Caroline Cellier : Hélène
- Michele Placido : Carlo
- Andrea Coftis : Rocco
- Francis Renaud : Raphaël
- Delphine Zingg : Juliette
- Roland Marchisio : Raoul
- Dan Sasson : Yoyo
- Patrick Goossens : Le blessé
- Virginie Darmon : Jeanne, l'infirmière
- Christine Paolini : La convive #1
- Laurent Lafitte : Le convive #2
- Lionel Goldstein : Le convive #3
- Georges Blaness : Marcel
- Monica Bellucci : La jeune fille éplorée
- Toni Cecchinato : Le père de Rocco
- Jean-Christophe Bouvet : Bob, le dealer
- Mathieu Lassalle : Le convive #4
- Mathilde Vitry : La convive #5
- Jeanne David : La convive #6
- Jeanne Vernac : La convive #7
- Paulette Bouvet : La convive #8
- Thierry Borgoltz : Le convive #9
- Juliette Bénichou : La convive #10
- Josy Bernard : La convive #11
- Guy Amram : Max Schreck
- Philippe Landoulsi : Le prêtre
- Vanessa Paradis : La voix du nouvel âge (voix seulement)
- Christophe Lemaire : L'homme qui danse avec un chien